# Ravensteins Geographische Verlagsanstalt

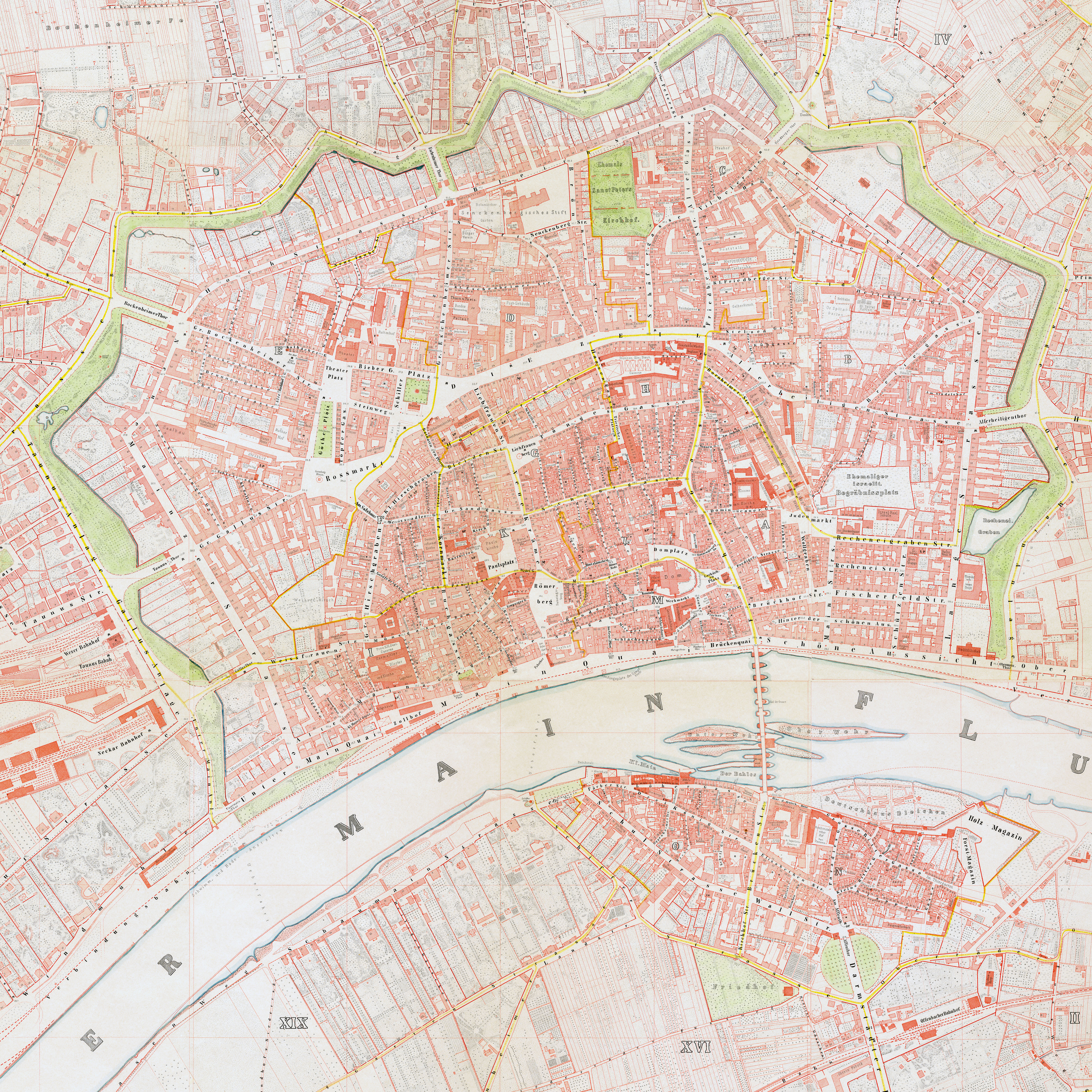
August Ravensteins Geometrischer Plan von Frankfurt am Main, 1862

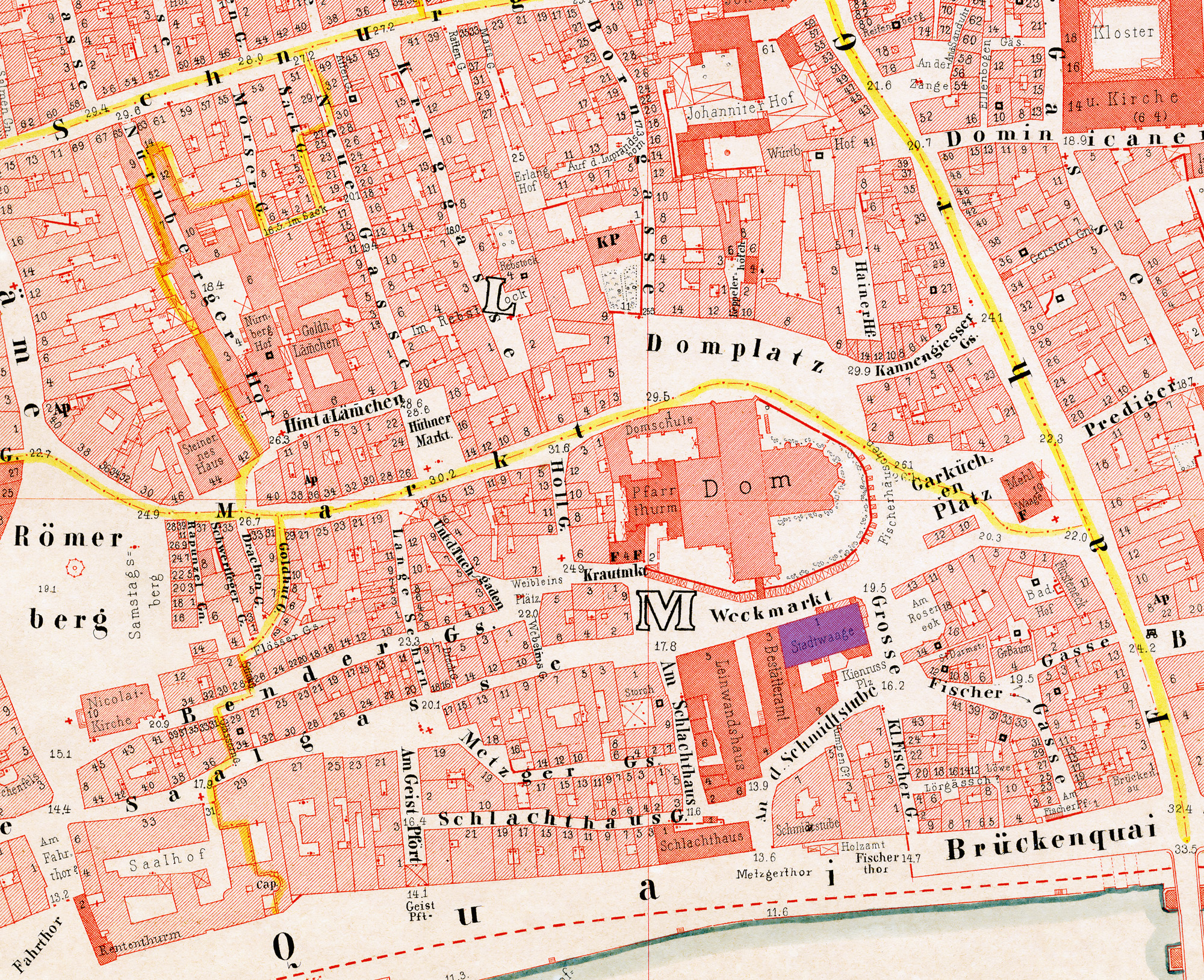
Auszug aus dem Frankfurter Ravenstein-Plan mit der Altstadt rund um den Römerberg aus dem Jahr 1862

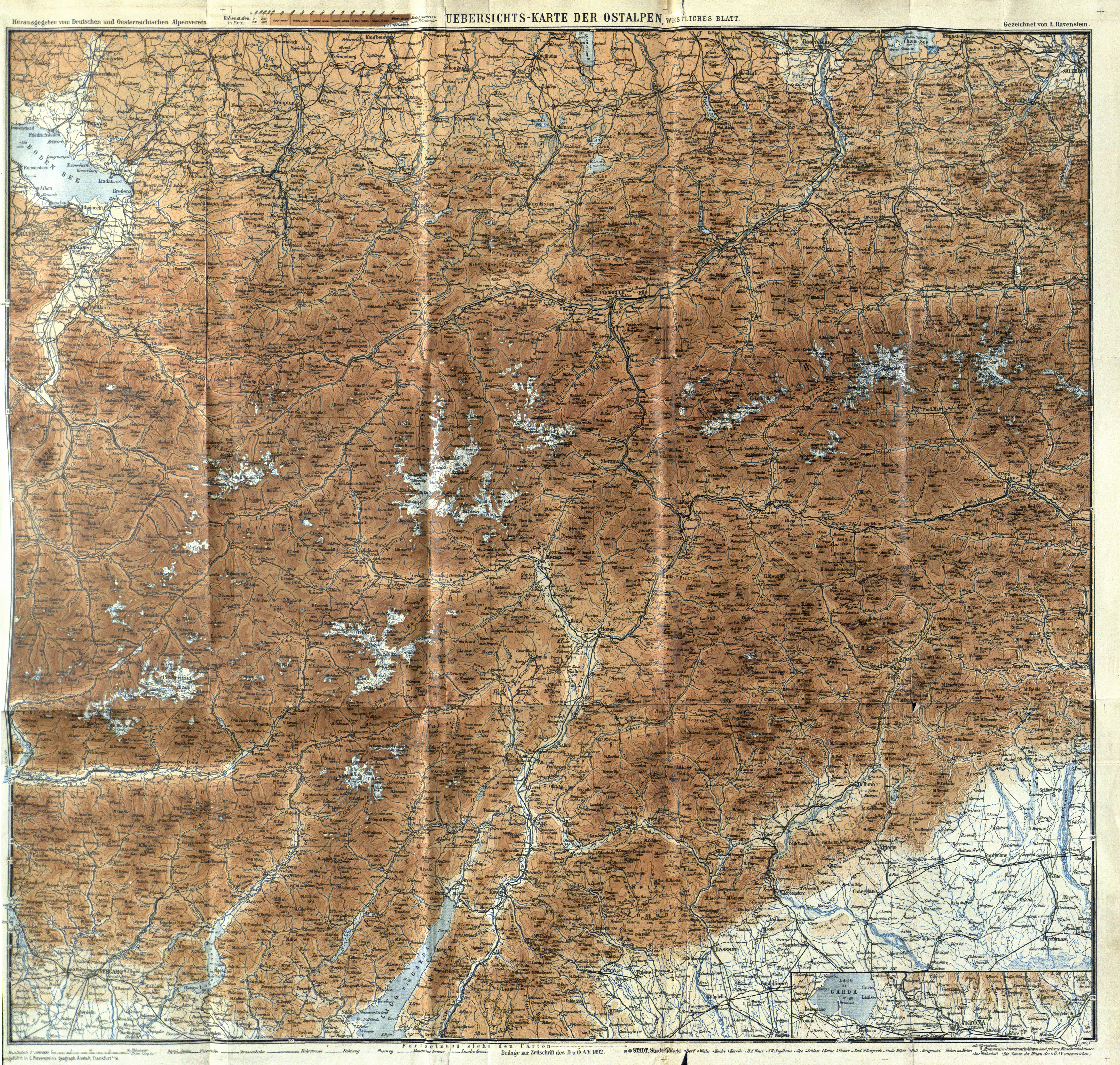
Übersichtskarte der Ostalpen westliches Blatt im Maßstab 1:500.000 von Ludwig Ravenstein aus dem Jahr 1892

Ravensteins Geographische Verlagsanstalt und Druckerei war ein Unternehmen, das seinen Sitz in Frankfurt am Main hatte. Es stellte Landkarten und Reiseführer her und verlegte diese. Die Verlagsanstalt und Druckerei bestand von 1830 bis 2007, in den letzten Jahren wechselte sie mehrfach den Eigentümer.

## Geschichte
Das Unternehmen wurde von Friedrich August Ravenstein am 1. Juli 1830 in Frankfurt am Main gegründet und war damit die zweitälteste kartographische Anstalt Deutschlands. Das erste Produkt war ein Stadtplan von Frankfurt, der ab 1830 erschien. Es folgte eine für die Thurn- und Taxische Postverwaltung geschaffene General-Post- und Reisekarte (1835) und ein Relief des Rheinlandes in dreißig Sektionen (1839), das vom König von Preußen angekauft wurde. Später folgte unter anderem der Alignementsplan von Frankfurt a. M. in sechzehn Blättern (1860).
Der Verlag wurde 1866 von Friedrich Augusts Sohn Ludwig Ravenstein übernommen. Neben Arbeiten für das Bibliographische Institut in Hildburghausen wurden Wanderkarten von Taunus und Odenwald veröffentlicht. Wichtigste Neuerscheinung war die Karte der Ostalpen (mit Höhenschichten) im Maßstab 1:250.000 in neun Blättern, die in Zusammenarbeit mit dem Deutschen und dem Österreichischen Alpenverein erschien. Unter Ludwig Ravensteins Leitung entwickelte sich das Haus zu einem in ganz Europa anerkannten wissenschaftlichen Unternehmen.
1884 trat Ludwig Ravensteins Sohn Hans (1866–1936) nach einer Ausbildung im väterlichen Betrieb in die Firma ein, die er 1915 übernahm. Unter seiner Leitung wurden Ravensteins Karten das offizielle Material für den Automobilclub von Deutschland (AvD), den ADAC, den Bund Deutscher Radfahrer und für andere Touristenverbände. 1923 wurde Ravenstein vorübergehend in eine Aktiengesellschaft umgewandelt und firmierte als Geographische Verlagsanstalt und Druckerei Ludwig Ravenstein A.-G., Frankfurt am Main. Aus der Aktiengesellschaft wurde aber bald wieder die Ravensteins Geographische Verlagsanstalt GmbH.
Nach einem Studium an der Technischen Hochschule in München wurde 1922 Ernst Ravenstein (1891–1953) neuer Inhaber der von seinem Großvater gegründeten Firma. Er war der Sohn des Frankfurter Architekten Simon Ravenstein (1844–1932), dem jüngsten Sohn von August Ravenstein. Ernst leitete den Verlag von 1934 bis zu seinem Tod. Unter seiner Leitung wurde das Sortiment der Rad-, Motorrad- und Autokarten weiter vergrößert und 1931 eine Reliefabteilung eröffnet, die die Schaffung plastischer Karten zum Ziel hatte. Das Unternehmen firmierte nun unter Geographische Verlagsanstalt und Druckerei, Inhaber Ernst Ravenstein.
Nach Ernst Ravensteins Tod wurde das Unternehmen von seinen beiden Kindern Helga und Helmut weitergeführt. Helmut Ravenstein schied 1962 aus der Firma aus, und der Luftbildspezialist Klaus Völger († 1983) trat vorübergehend ein. Ab 1969 war das Unternehmen im Besitz von Helga Ravenstein und Rüdiger Bosse. Am 1. Januar 1982 fusionierte Ravenstein mit dem Schweizer Verlag Kümmerly + Frey in Bern, der 51 Prozent der Verlagsanteile übernahm. Zum 1. Juli 1983 kaufte Helga Ravenstein ihre Verlagsanteile zurück und übernahm mit Bosse wieder die Geschäftsführung.
Die Ravenstein Verlag GmbH zog mit dem an Einfluss gewinnenden Bernd Haupka in die Ortschaft Bad Soden am Taunus bei Frankfurt. Haupka schloss mit dem Falk-Verlag einen Kooperationsvertrag, indem er neue Stadtplan-Karten schuf, die als „Falk-Extra“-Stadtpläne und Falk-Stadtatlanten über den gut funktionierenden Falk-Vertrieb unter der bekannten Marke Falk Plan vertrieben wurde. Außerdem wurden auch die Ravenstein-Karten in den Falk-Vertrieb übernommen und ab Ende 1988 Falk-eigene Extra-Stadtpläne in der Haupka-Ravenstein-Druckerei in Bad Soden gedruckt. Nach dem Ende der Kooperation (ca. 1993) fiel die Vertriebsmöglichkeit über Falk weg, die Haupka-Stadtkarten wurden nun als ADAC-Stadtpläne und -Stadtatlanten in den Handel gebracht. Auch der Verlag Atlasco aus Dreieich wurde von Haupka übernommen, die Standorte Schönefeld bei Berlin und zunächst auch Gotha produzierten ebenfalls Karten. Ganz Deutschland sollte im Maßstab 1:20.000 im Rahmen von Stadtatlanten dargestellt werden. Später wurde Haupka/Ravenstein vom ADAC-Verlag unter der neuen Firmierung CartoTravel übernommen. Der ADAC verkaufte CartoTravel 2007 an MairDumont. CartoTravel wurde liquidiert und die drei Standorte geschlossen. Zuletzt hatte der Verlag 150 Beschäftigte und einen Umsatz von 150 Millionen Euro (2006).

## Stiftung
Die von Helga Ravenstein gegründete „Helga-Ravenstein-Stiftung“ vergibt an den kartografischen Nachwuchs einen Ravenstein-Förderpreis in zwei Kategorien: „Auszubildende“ und „Studierende an Hochschulen“.